# Rudolf Berger (Theaterintendant)
Rudolf Berger (* 11. August 1960 in Basel, Schweiz) ist ein österreichisch-schweizerischer Theaterintendant und Kulturmanager.

## Leben
Berger wuchs seit seinem fünften Lebensjahr in Innsbruck (Österreich) auf und ist im Besitz der österreichischen und schweizerischen Staatsbürgerschaft.
Nach Abschluss der Reifeprüfung begann er ein Studium der Musikwissenschaft und gleichzeitig Sologesang. Letzteres schloss er später mit der Bühnenreifeprüfung ab. 1979 wurde Rudolf Berger Regieassistent am Tiroler Landestheater, wo er neben der Regie in den verschiedensten Bereichen dieses Hauses Erfahrungen machte. Von 1983 bis 1985 war er als Regieassistent und Redakteur der Programmhefte an der Wiener Kammeroper. 1984 führte er zum ersten Mal in einer Produktion von Mozarts La finta giardiniera im Schlosstheater Schönbrunn Regie. Später führten ihn Regiearbeiten ans Tiroler Landestheater und ans Teatre Liceu nach Barcelona. Parallel zur Kammeroper arbeitete er am Konservatorium der Stadt Wien für Waldemar Kmentt.
1985 wurde er als Chefdisponent an die Opéra de Nice (Nizza) nach Frankreich engagiert. Er machte hier seine ersten internationalen Erfahrungen und übernahm 1986 zusätzlich den Posten des Produktionsleiters (Directeur de scène) des Internationalen Opern- und Musikfestivals von Aix-en-Provence. Beide Posten erfüllte er bis 1989. In diesem Jahr holte ihn Michel Glotz als Mitarbeiter für den internationalen Opernbereich an seine Pariser Agentur. 1990 kehrte er mit der neuen Direktion Waechter und Holender als Chefdisponent zurück nach Wien an die Staatsoper. 1994 übernahm er die Leitung der Wiener Kammeroper und damit auch des Festivals Mozart in Schönbrunn und des Belvedere-Gesangswettbewerbes.
Ab Herbst 1997 wurde er Generalintendant der Opéra du Rhin in Straßburg. Dieses Haus wurde unter seiner Leitung zum Nationaltheater (Opéra national du Rhin). Zahllose Koproduktionen, Fernseh- und Videoaufnahmen (u. a. Don Giovanni, Dialogues des Carmélites und Die tote Stadt), Einladungen zu Festspielen (Savonlinna, Proms’ in London, Paris) und Kritikpreise begleiteten die Entwicklung dieses Hauses. Ein weiterer Akzent bildete die Arbeit mit jungen Sängern, ausgedrückt 1998 durch die Gründung des Opernstudios Les Jeunes Voix du Rhin, dessen Absolventen internationale Engagements finden. Rudolf Berger war von 2001 bis 2003 Vizepräsident von Opera Europa; ebenso war er Aufsichtsratsmitglied von Opera America.
Von der Saison 2003/2004 an war Rudolf Berger Direktor der Volksoper Wien. Diese Position verliess er mit Saisonende 2006/2007, ein Jahr vor Vertragsende. Anlass war ein Zerwürfnis mit dem damals zuständigen Staatssekretär Franz Morak über die mangelnde budgetäre Ausstattung des Hauses.
Von 2007 bis 2017 war er Künstlerischer Leiter des Operettensommers Kufstein und seiner alljährlichen Produktion.
Rudolf Berger war bis Oktober 2015 Eigentümer und Geschäftsführer der Firma "Rudolf Berger - Kulturconsulting" in Gars am Kamp (Niederösterreich), die im Kulturbereich in den Feldern Beratung und Produktion tätig ist.
Von 2014 bis 2018 war er außerdem Geschäftsführer der Burg Gars GmbH, damit verantwortlich für die Durchführung der jährlichen Sommerfestspiele Oper Burg Gars (künstlerische Leitung Johannes Wildner) und für alle weiteren Aktivitäten auf der Babenbergerburg in Gars/Thunau.
Bei den Wahlen zum österreichischen Nationalrat am 28. September 2008 war Rudolf Berger Kandidat für das Liberale Forum, diese Partei verpasste jedoch den Einzug ins Parlament. Er war vom 25. Oktober 2008 an Präsidiumsmitglied des Liberalen Forums, zuständig für Internationale Beziehungen und Sprecher für Kultur und Kommunikation, legte einige Monate später aber alle Parteifunktionen wieder zurück. Er befand sich im Personenkomitee der SPÖ-Politikerin und Bezirksvorsteherin im Alsergrund Martina Malyar.